# Fóti Mihály
Fóti Mihály, születési nevén Fischmann Miksa, névváltozata: Fischmann Mihály (Perőcsény, 1896. május 16. – Budapest, 1975. május 2.) orvos, radiológus, orvostörténész, az orvostudományok kandidátusa (1956).

## Életpályája
Fischmann Bernát és Susitzky Etel fiaként született. Középiskolai tanulmányait a Balassagyarmati Magyar Királyi Állami Főgimnáziumban végezte (1906–1914). Tanulmányait – harctéri szolgálatai miatt megszakításokkal – a budapesti Pázmány Péter Tudományegyetem Orvostudományi Karán folytatta. 1922. október 7-én avatták orvosdoktorrá. 1921–1922-ben a budapesti Jendrassik Klinika röntgenlaboratóriumának asszisztense volt, majd két évet külföldön töltött. Hazatérése után az Országos Társadalombiztosító Intézet békéscsabai rendelőjének röntgenfőorvosa lett. 1929 decemberében a bajai közkórház röntgenosztályának főorvosává nevezték ki, de továbbra is Békéscsabán praktizált. A zsidótörvények következtében átmenetileg nem gyakorolhatta hivatását. 1944-ben deportálták; a theresienstadti koncentrációs táborban szabadult fel. A második világháborút követően Budapestre költözött. 1946 és 1948 között az OTI főorvosa és a Gondviselés Gyógyintézet röntgenosztályának vezetője volt. 1946–1957 között a budapesti Korányi Kórház röntgenintézetének főorvosa, 1957-től a Fővárosi Tanács Gyáli úti Kórház Röntgenosztályának főorvosa volt. Tagja volt az Országos Röntgen- és Sugárfizikai Intézet kollégiumának.
Tudományos pályafutásának kezdetén elsősorban fogorvosi röntgenterápiás kérdéseket vizsgált, később érdeklődése belgyógyászati és dermatológiai betegségek röntgendiagnosztikai problémái, illetve röntgenterápiai és radiológiai diagnosztikai kérdések felé fordult. Orvostörténészként elsősorban az orvosi és élettani Nobel-díjasok életrajzai gyűjtötte, ezzel kapcsolatos úttörő munkája megjelenését már nem élte meg.
Az Óbudai temetőben nyugszik.

### Családja
Első felesége Weisz Adél (1903–1944) volt, akit 1924. november 2-án Békéscsabán vett nőül. 1944-ben házastársát Auschwitzba deportálták, ahonnan nem tért vissza. Gyermekeik Fóti György (1925–1991) vegyészmérnök és Fóti Katalin (1929) fizikus. 1946-ban újból megnősült, második felesége Varga Ottília röntgenasszisztens.

## Művei
- Fogorvosi röntgenterápia. Budapest, Novák, 1929
- A fogászati röntgentherapia fejlődése és gyógymechanismusának mai álláspontja. (Gyógyászat, 1930, 3.)
- Az Ötvös-féle atropin-reactio. (Gyógyászat, 1930, 13.)
- A psoriasis gyógyítására vonatkozó újabb törekvések. (Gyógyászat, 1933)
- Gócfertőzések a bőrgyógyászatban. (Budapesti Orvosi Ujság, 1934)
- Fogorvosi röntgentherapia. Monográfia. (Budapest, 1935)
- Tiz év röntgenpraxis vidéken. (Gyógyászat, 1935, 10.)
- Az elemi iskolások gümőkór elleni védelme. (Tuberculosis elleni küzdelem, 1938)
- Az uvea tuberculosisok korszerű röntgentherapiája. (Gyógyászat, 1938)
- Röntgentherapia fokozódó adagokkal. (Orvosok Lapja, 1947)
- Hysterosalpingo-pelvigraphia vizes kontrasztanyaggal. (Orvosi Hetilap, 1950. 23.)
- Egyes gyógyszerek hatása kutyák gyomor- és béltartalmának tovahaladására. Egyed Miklóssal. (Magyar Állatorvosok Lapja, 1951)
- A cholangioagraphia klinikai értékelése. Mester Zoltánnal. (Magyar Radiológia, 1951)
- Pharmaco-radiológiás vizsgálatok „Teab”- bal az emésztőtraktusban. Friedrich Lászlóval. (Orvosi Hetilap, 1952. 41.)
- Coffeines röntgen passage-vizsgálatok kutyán. Egyed Miklóssal. (Kísérletes Orvostudomány, 1953, angolul: Acta Veterinaria, 1953)
- The Effect of Certain Drugs on the Passage of the Stomach and Bowell Contents in Dogs. Egyed Miklóssal. (Acta Veterinaria, 1954)
- A röntgensugár hatása az eosinophil sejtekre. Deák Ilonával. (Magyar Radiológia, 1954)
- A fekélybetegségek röntgentherápiája. Kísérletes vizsgálatok a határköteg-besugárzás hatásmechanizmusának értelmezéséhez. Kandidátusi értekezés. (Budapest, 1955)
- Összehasonlító pharmacodinamiás röntgen- és gastroskópos vizsgálatok Tris-sel. Friedrich Lászlóval. (Orvosi Hetilap, 1956. 11., németül: Gastroenterologia, 1958)
- A gyomor-relief röntgenvizsgálata spray-vel. (Magyar Radiológia, 1959)
- Új eljárás a fornix és cardia-táj röntgenvizsgálatára. (Orvosi Hetilap, 1959. 32.)
- Friedrich László: Gastroskopia. 5000 vizsgálat kiértékelése. A szerző doktori disszertációját átdolgozta és sajtó alá rendezte. Ill. Gombár András, Kálmánfi János. (Budapest, 1960)
- A gyomorrák korai felismerésének mai állása. (Orvosképzés, 1962)
- Kettős kontrasztos gyomor-röntgenvizsgálatok anaemia perniciosás betegeken. (Magyar Radiológia, 1962)
- A röntgenvizsgálat jelentősége a gyomorrákszűrésben. (Magyar Onkológia, 1964)
- Egy bárium-peritonitis tanulságai. (Orvosi Hetilap, 1965. 18.)
- Az orvostudomány és az élettan Nobel-díjasai. 1901–1973. Sajtó alá rendezte: Horti József. (Budapest, 1975)